# Action en circulation
 (juillet 2014).
Si vous disposez d'ouvrages ou d'articles de référence ou si vous connaissez des sites web de qualité traitant du thème abordé ici, merci de compléter l'article en donnant les références utiles à sa vérifiabilité et en les liant à la section « Notes et références ».
En finance, on appelle actions en circulation les actions émises par une entreprise et détenues par un investisseur (autre que l'entreprise émettrice).
Sous certaines conditions juridiques, une entreprise peut racheter ses propres actions. Dans ce cas, ces actions cessent d'être en circulation, on parle d'actions en réserve (treasury stocks).